# Prosta Simsona

Prosta Simsona punktu względem trójkąta została zaznaczona na niebiesko.

Prosta Simsona punktu {\displaystyle P} względem trójkąta {\displaystyle ABC} – w planimetrii, dla danego punktu {\displaystyle P} leżącego na okręgu opisanym na trójkącie {\displaystyle ABC,} prosta, na której leżą rzuty prostokątne punktu {\displaystyle P} na proste {\displaystyle BC,} {\displaystyle AC} i {\displaystyle AB}. 
Jej odkrycie przypisywane jest szkockiemu matematykowi, Robertowi Simsonowi, choć nie ma wzmianki o niej w żadnej jego pracy. Prosta ta bywa również nazywana prostą Wallace’a lub Wallace’a-Simsona od Williama Wallace’a, który jako pierwszy opublikował dowód jej istnienia w 1799 roku.

## Twierdzenie
Dany jest punkt {\displaystyle P} leżący na okręgu opisanym na trójkącie {\displaystyle ABC.} Rzuty prostokątne punktu {\displaystyle P} na proste {\displaystyle BC,} {\displaystyle AC} i {\displaystyle AB} oznaczmy odpowiednio przez {\displaystyle L,} {\displaystyle M} i {\displaystyle N.} Wówczas punkty {\displaystyle L,} {\displaystyle M} i {\displaystyle N} leżą na jednej prostej.
Prawdziwe jest również twierdzenie odwrotne: jeśli punkty {\displaystyle L,} {\displaystyle M} i {\displaystyle N} są współliniowe, to punkt {\displaystyle P} leży na okręgu opisanym na trójkącie {\displaystyle ABC}.
Zwięźlej, punkt {\displaystyle P} leży na okręgu opisanym na trójkącie {\displaystyle ABC} wtedy i tylko wtedy, gdy jego rzuty prostokątne na proste {\displaystyle BC,} {\displaystyle AC} i {\displaystyle AB} leżą na jednej prostej.